# Thiébault-Insel
Die Thiébault-Insel (französisch Île Thiébault) ist eine kleine Insel im Wilhelm-Archipel vor der Graham-Küste des Grahamlands im Norden der Antarktischen Halbinsel. Sie liegt westlich der Charlat-Insel in einer kleinen Inselgruppe vor dem südlichen Ende der Petermann-Insel.
Teilnehmer der Fünften Französischen Antarktisexpedition (1908–1910) entdeckten sie. Der Expeditionsleiter Jean-Baptiste Charcot benannte sie nach einem französischen Diplomaten in Argentinien, welcher der Forschungsreise dort behilflich war.